# Кубок Польщі з футболу 1974—1975
Кубок Польщі з футболу 1974–1975 — 21-й розіграш кубкового футбольного турніру в Польщі. Титул вперше здобула Сталь (Ряшів).

## Календар
| Раунд        | Матчі | Клуби   |
| ------------ | ----- | ------- |
| Перший раунд | 16    | 48 → 32 |
| 1/16 фіналу  | 16    | 32 → 16 |
| 1/8 фіналу   | 8     | 16 → 8  |
| 1/4 фіналу   | 4     | 8 → 4   |
| 1/2 фіналу   | 2     | 4 → 2   |
| Фінал        | 1     | 2 → 1   |

## Перший раунд
| Команда 1          | Рахунок      | Команда 2              |
| ------------------ | ------------ | ---------------------- |
| Старт (Лодзь)      | 1:0 дч       | РКС Урсус              |
| Белявянка (Белява) | 0:2          | Ураня (Руда-Шльонська) |
| Гутнік (Варшава)   | 0:2          | Люблінянка (Люблін)    |
| Унія (Ратибор)     | 1:3          | П'яст (Гливиці)        |
| МРКС Гданськ       | 3:2          | Полонія (Бидгощ)       |
| Влукняж (Білосток) | 2:4          | Відзев (Лодзь)         |
| РОВ-2 (Рибник)     | 1:0          | Метал (Ключборк)       |
| Чарні (Слупськ)    | 1:4          | Балтик (Гдиня)         |
| Гурник (Валбжих)   | 3:0          | Погонь (Свебодзін)     |
| Корона (Кельці)    | 0:0 пен. 4:5 | Гутник (Краків)        |
| Колеяж (Прокоцім)  | 0:3          | Сталь (Ряшів)          |
| Гейнал (Кенти)     | 0:1          | ГКС (Катовиці)         |
| Заглембє (Любін)   | 1:0 дч       | Варта (Познань)        |
| ДКС Добре Място    | 2:10         | Лехія (Гданськ)        |
| Погонь (Барлінек)  | 0:1          | Олімпія (Познань)      |
| Сталь (Понятова)   | 2:1          | Сталь (Стальова Воля)  |

## 1/16 фіналу
| Команда 1              | Рахунок      | Команда 2            |
| ---------------------- | ------------ | -------------------- |
| Старт (Лодзь)          | 2:0          | Заглембє (Сосновець) |
| Ураня (Руда-Шльонська) | 2:3 дч       | Вісла (Краків)       |
| Люблінянка (Люблін)    | 0:3          | ЛКС (Лодзь)          |
| П'яст (Гливиці)        | 1:3          | Шльонськ (Вроцлав)   |
| МРКС Гданськ           | 1:0          | Гвардія (Варшава)    |
| Відзев (Лодзь)         | 2:3 дч       | ГКС (Тихи)           |
| РОВ-2 (Рибник)         | 3:2          | Легія (Варшава)      |
| Балтик (Гдиня)         | 0:1          | Лех (Познань)        |
| Гурник (Валбжих)       | 2:3          | Полонія (Битом)      |
| Гутник (Краків)        | 1:3          | Гурник (Забже)       |
| Сталь (Ряшів)          | 2:1          | Шомберки (Битом)     |
| ГКС (Катовиці)         | 0:0 пен. 5:3 | Арка (Гдиня)         |
| Заглембє (Любін)       | 3:2          | Рух (Хожув)          |
| Лехія (Гданськ)        | 1:1 пен. 2:3 | Погонь (Щецин)       |
| Олімпія (Познань)      | 0:2          | РОВ (Рибник)         |
| Сталь (Понятова)       | 0:4          | Сталь (Мелець)       |

## 1/8 фіналу
| Команда 1        | Рахунок      | Команда 2          |
| ---------------- | ------------ | ------------------ |
| ЛКС (Лодзь)      | 1:0          | Шльонськ (Вроцлав) |
| РОВ-2 (Рибник)   | 1:0          | Полонія (Битом)    |
| ГКС (Тихи)       | 0:1          | Лех (Познань)      |
| Заглембє (Любін) | 0:1          | Гурник (Забже)     |
| Сталь (Ряшів)    | 2:1          | РОВ (Рибник)       |
| ГКС (Катовиці)   | 0:0 пен. 4:3 | Вісла (Краків)     |
| МРКС Гданськ     | 1:4          | Погонь (Щецин)     |
| Старт (Лодзь)    | 0:1          | Сталь (Мелець)     |

## 1/4 фіналу
| Команда 1      | Рахунок | Команда 2      |
| -------------- | ------- | -------------- |
| Погонь (Щецин) | 3:1     | ЛКС (Лодзь)    |
| РОВ-2 (Рибник) | 2:1     | Лех (Познань)  |
| ГКС (Катовиці) | 0:1     | Гурник (Забже) |
| Сталь (Ряшів)  | 2:0     | Сталь (Мелець) |

## 1/2 фіналу
| Команда 1      | Рахунок | Команда 2      |
| -------------- | ------- | -------------- |
| РОВ-2 (Рибник) | 2:1     | Гурник (Забже) |
| Сталь (Ряшів)  | 3:0     | Погонь (Щецин) |

## Фінал
| 1 травня 1975 |

| Сталь (Ряшів) | 0:0      | РОВ-2 (Рибник) |
| ------------- | -------- | -------------- |
|               | Протокол |                |

| Краковія, Краків Глядачів: 15 000 Арбітр: Ян Лазовскі |

|                                                |     | Пенальті                                     |  |
| Наперач · Кравчик · Бляґа · Крисіньскі · Дзяма | 3:2 | Ґолля · Блахут · Ґжміль · Качмарчик · Ґжонка |  |